# Йелгава
Йелгава (до 1917 г. Митава) (на латвийски: Jelgava, на руски: Елгава; на немски: Mitau; на полски: Mitawa) е град (от 1573 г.) в Латвия, на река Лиелупе.
През 2007 г. населението на града наброява 66 034 жители.
Градът е разположен на 41 км южно от Рига.
Първото известно селище на територията на днешна Йелгава датира от 1226 г., 1265 е издигнат замък.
През 1561 – 1795 Митава е столица на Курландското херцогство, впоследствие на (1796 – 1920) Курландската губерния.

## Родени в Йелгава
- генерал Едуард Тотлебен, руски пълководец от Руско-турската освободителна война (1877 – 1878)

## Побратимени градове
- Алмако, Италия
- Барановичи, Беларус
- Берлин, Германия
- Бялисток, Полша
- Вайле, Дания
- Магадан, Русия
- Южен административен окръг, Москва, Русия
- Нова Одеса, Бразилия
- Пярну, Естония
- Хелефорш, Швеция
- Шинин, Тайван
- Шауляй, Литва

## Галерия
- „Академия Петрина“
- църква „Св. Симеон и Анна“
- Йелгава от птичи поглед. На преден план „Академия Петрина“, назад църквата „Св. Симеон и Анна“